# 文比特尔
文比特尔是德国石勒苏益格－荷尔斯泰因州的一个市镇。总面积4.59平方公里，总人口82人，其中男性36人，女性46人（2011年12月31日），人口密度18人/平方公里。